# آرزواندیشی (فیلم ۱۹۹۷)
آرزواندیشی (به انگلیسی: Wishful Thinking) فیلمی محصول سال ۱۹۹۷ و به کارگردانی آدام پارک است. در این فیلم بازیگرانی همچون جنیفر بیلز، درو بریمور، جان استوارت و جیمز لوگرو ایفای نقش کرده‌اند.